# Ottilia Säll
Ottilia Säll, född 9 maj 1980 i Umeå uppvuxen i Robertsfors. Ottilia är en svensk trummis, låtskrivare, ljudtekniker och musikproducent.
Ottilia Säll frilansar som trummis och har spelat med ett tjugotal band genom åren, bland andra, Alina Devecerski, Say Lou Lou, Marie Selander, Marit Bergman, Soak the sin. Hon turnerar världen över med Say Lou Lou.